# خاردم مسی
خاردم مسی (نام علمی: Discosura letitiae) نام یک گونه از سرده خاردم است.